# بولشباسایوو
بولشباسایوو (به لاتین: Bolshebasayevo) یک منطقهٔ مسکونی در روسیه است که در باشقیرستان واقع شده‌است.